# カダアン・トゥルゲン
カダアン（モンゴル語: Qada'an）は、チンギス・カンの弟のカチウンの孫で、モンゴル帝国の皇族。『元史』などの漢文史料ではカダアン・トゥルゲン（Qada'an Tölögen ＞合丹禿魯干/hédān tūlǔgān）、『集史』などのペルシア語史料ではقدان（Qadān）と記される。

## 概要
カダアンが史料上に現れ始めるのは第4代皇帝モンケ・カーンの時期からで、モンケ・カーンによる南宋親征が始まるとカサル家のイェスンゲやオッチギン家のタガチャルら他の東方三王家の諸王らとともに従軍した。この頃のカダアンは『集史』などのペルシア語史料においてナリン・カダアン（Narin Qada'an ＞نارین قدان/Nārīn Qadān）と呼ばれている。
モンケ・カーンが遠征の途上で急死しクビライとアリク・ブケの間で帝位継承戦争が勃発すると、イェスンゲ、タガチャルらとともにクビライを擁立し、アリク・ブケ派と戦った。中統2年（1261年）、帝位継承戦争最大の激戦となったシムルトゥ・ノールの戦いでは敵将のカダアン・コルチ率いる3千の兵を撃退する功績を挙げ、勝利に貢献した。
至元24年（1287年）、オッチギン家のナヤンを中心として東方三王家が叛乱を起こすと、カダアンもカチウン家の一員として叛乱に参加した。この頃のカダアンを『元史』などの漢文史料はカダアン・トゥルゲン（Qada'an Tölögen ＞合丹禿魯干/hédān tūlǔgān）と呼称している。前述のナリン・カダアンとこのカダアン・トゥルゲンを同一人物とみなすのが一般的ではあるが、活躍年代の開きから両者を別人と見る説もある。
叛乱の首謀者たるナヤンの軍勢はクビライ自ら率いる軍勢の奇襲を受けて真っ先に瓦解してしまい、叛乱に荷担した者の多くもナヤンの敗北とともに大元ウルスに降伏していったが、唯一大元ウルスに降伏せず徹底抗戦の道を選んだのがカダアンであった。カダアンが降伏しなかった理由として、クビライの示した戦後処理案では新しいカチウン家の当主がカダアンの息子ではなくエジルとされたためではないかとする説が存在する。
カダアンらは皇孫テムル（後の成宗オルジェイト・カーン）率いる遠征軍の攻撃を受け、満州一帯を転戦してから、至元28年（1291年）には高麗まで至った。高麗境内に進入したカダアンは各地を略奪したが、クビライが送った元軍の迎撃により敗死した。後世、ナヤンを盟主とする東方三王家が叛乱を起こしてナヤンが降伏するまでを「ナヤンの乱」、それ以降のカダアンらによる遼東・高麗での抗戦を「カダアンの乱」と呼び、これらを総称して「ナヤン・カダアンの乱」ともいう。

## 歴代カチウン家当主
1. カチウン大王（Qači'un,合赤温大王／Qāchīūnقاچیون）
2. 済南王アルチダイ（Alčidai,済南王按只吉歹／Īlchīdāīایلچیدای）
3. チャクラ大王（Čaqula,察忽剌大王／Chāqūlaچاقوله）
4. クラクル王（Qulaqur,忽列虎児王／Ūqlāqūrاوقلاقور）
5. カダアン大王（Qada'an,哈丹大王／Qadānقدان）
6. 済南王シンナカル（Šingnaqar,済南王勝納哈児／Shīnglaqarشینگلقر）
7. 済南王エジル（Eǰil,済南王也只里／Ījal-Nūyānیجل نویان）